# Falerone
Falerone – miejscowość i gmina we Włoszech, w regionie Marche, w prowincji Ascoli Piceno.
Według danych na styczeń 2009 gminę zamieszkiwało 3490 osób przy gęstości zaludnienia 142,3 os./1 km².